# Cybaeodamus rastellifer
Cybaeodamus rastellifer är en spindelart som först beskrevs av Cândido Firmino de Mello-Leitão 1940. 
Cybaeodamus rastellifer ingår i släktet Cybaeodamus och familjen Zodariidae. Inga underarter finns listade i Catalogue of Life.